# Anatoli Samotsvétov
Anatoli Samotsvétov   (Irkutsk, 27 de novembre de 1932 - 17 d'agost de 2014) va ser un atleta rus, especialista en el llançament de martell, que va competir sota bandera de la Unió Soviètica durant les dècades de 1950 i 1960.
El 1956 va prendre part en els Jocs Olímpics de Melbourne, on guanyà la medalla de bronze en la prova del llançament de martell del programa d'atletisme. Quatre anys més tard, als Jocs de Roma, fou setè en la mateixa prova.
En el seu palmarès també destaca una medalla d'or als International University Games de 1957, una de bronze en el Festival Mundial de la Joventut i els Estudiants de 1957 i una de plata en la primera Universíada, a Torí, el 1959. Fou quatre vegades subcampió nacional de martell, de 1957 a 1960.

## Millors marques
- llançament de disc. 66,53 metres (1960)[1][6]